# Jaylin Galloway
Jaylin Galloway (Queensland, 21 de dezembro de 2002) é um jogador australiano-americano de basquete profissional que joga pelo Milwaukee Bucks da National Basketball Association (NBA) e no Wisconsin Herd da G-League.
Anteriormente, ele jogou pelo Sydney Kings na Liga Australiana de Basquete (NBL).

## Primeiros anos
Galloway nasceu em 21 de dezembro de 2002 em Queensland, Austrália. Ele nasceu de uma mãe australiana e um pai americano e cresceu nos Estados Unidos, jogando basquete na juventude em Atlanta, Geórgia. Ele frequentou a Sprayberry High School em Marietta, Geórgia, e ajudou a equipe de basquete a alcançar o campeonato regional.

## Carreira profissional

### Sydney Kings / Mackay Meteors / Força Ipswich (2020–2024)
Galloway iniciou sua carreira profissional imediatamente após o ensino médio, em vez de frequentar a faculdade. Ele se mudou para a Austrália e começou a jogar pelo Sydney Kings da NBL como jogador de desenvolvimento em 2020, jogando em oito jogos naquela temporada e marcando dois pontos. Ele retornou como jogador de desenvolvimento para a temporada de 2021-22 e marcou 13 pontos em 14 jogos, ajudando a equipe a conquistar o título do campeonato. Após a temporada da NBL em 2022, Galloway assinou com o Mackay Meteors da NBL1 North, se juntando ao seu irmão, Kyrin.
Galloway tinha elegibilidade para ser selecionado no draft da NBA de 2022, mas não foi escolhido.
Galloway fez parte do elenco completo do Sydney Kings na temporada de 2022-23 e os ajudou a ser bi-campeões da liga com médias de 5,1 pontos e 1,8 rebotes. Após a temporada, ele jogou pelo Ipswich Force junto com seu irmão na NBL1 North com médias de 18,1 pontos e 5,4 rebotes, ajudando a equipe a conquistar seu primeiro título da liga. Ele assinou uma extensão de contrato de três anos com os Kings em março de 2023 e, após se juntar brevemente ao Minnesota Timberwolves para a Summer League de 2023, ele jogou 23 jogos na temporada de 2023-24 pelos Kings, com médias de 10,3 pontos e 3,4 rebotes em 22,3 minutos.

### Milwaukee Bucks / Wisconsin Herd (2024–Presente)
Em 3 de março de 2024, após o término da temporada dos Kings, Galloway assinou um contrato de duas vias com o Milwaukee Bucks da National Basketball Association (NBA) e com o Wisconsin Herd da G-League.